# 五百渕山
五百渕山（ごひゃくぶちやま）は、福島県郡山市に所在する字である。郵便番号は963-8867。

## 地理
郡山市役所本庁所管地域である市街中心部に属し、住所としては「郡山市字五百渕山」と表記される。北で菜根、東で台東、南で菜根屋敷、西で大槻町、桑野清水台とそれぞれ隣接する。東日本旅客鉄道（JR東日本）郡山駅西側市街地南部に位置し、国道49号沿線南側の一角を範囲とする。全域が県営五百渕団地の敷地であり、1～8号棟までが建てられている。久留米に所在する郡山警察署久留米交番、および大槻町に所在する郡山消防署針生救急所がそれぞれ管轄にあたる。

## 世帯数と人口
2024年1月1日現在の世帯数と人口は以下の通りである。
| 町丁     | 世帯数  | 人口  |
| -------- | ------- | ----- |
| 五百渕山 | 122世帯 | 245人 |

## 小・中学校の学区
市立小・中学校に通う場合、学区は以下の通りとなる。
| 番地 | 小学校           | 中学校                 |
| ---- | ---------------- | ---------------------- |
| 全域 | 郡山市立桜小学校 | 郡山市立郡山第三中学校 |

## 交通

### 道路
- 一般市道久留米三丁目5号線
- 一般市道菜根屋敷2号線

※いずれも域内外周部の路線であり、域内の街路は分譲地の私道とされ市道認定されていない。

## 施設等
- 県営五百渕団地